# 梅光園緑道
梅光園緑道（ばいこうえんりょくどう）は 福岡県福岡市中央区六本松四丁目、輝国二丁目、梅光園一丁目及び梅光園二丁目にある福岡市が管理する緑道。1983年（昭和58年）3月22日に当時は国鉄が運営していた筑肥線の博多駅から姪浜駅までの区間 (11.7キロメートル）が廃止されたのち、1989年（平成元年）10月に、廃線跡の一部、福岡市中央区梅光園等に接する区間が、都市計画法に基づく緑地として、福岡市により都市計画の決定が行われ、都市公園法に基づく緑地として開園した。

## 区域、規模等
緑道の北端（写真）が幹線道路である油山観光道路の六本松四丁目南交差点の東側にあり、緑道が六本松、梅光園、梅光園団地、輝国及び笹丘を貫き、南端（写真1、写真2）が幹線道路である筑肥新道と福岡市道輝国938号線との交差点の西側にある。距離が約0.97キロメートル、面積が約1.4ヘクタールで、旧鉄道の線形 (路線)であった円弧曲線と直線の組み合わせが、緑道の形状に反映している。緑道を横断する市道が複数あり、北側から順に次の福岡市道がある。緑道が車道に分断されることになるが、これらは幹線道路ではなく、交通量の少ない区画道路である。
- 六本松1062号線（写真）
- 梅光園団地1056号線
- 六本松1057号線
- 輝国957号線（車両通行止め、写真）
- 輝国958号線

## 設備
緑道内の設備は次の通り。
- 園路広場（「松の広場」、写真1、写真2）
- 園路広場（「梅の広場」、写真）
- 園路広場（「石の広場」、写真）
- 園路広場（「芝生広場」、写真）
- 園路広場（「噴水広場」、写真）
- 園路広場（「彫刻の広場」）
- 彫刻（「太陽の人月の人」）

## 交通
主な公共交通機関としては、福岡市交通局が運営する地下鉄の福岡市地下鉄七隈線が地区の北側に通っており、六本松に次の駅がある。
- 六本松駅